# Élections législatives lettonnes de 2018
Les élections législatives lettonnes de 2018 (en letton : 13. Saeimas vēlēšanas) se tiennent le samedi 6 octobre 2018 afin d'élire les 100 députés de la 13e législature de la Saeima pour un mandat de quatre ans.
Le scrutin voit arriver à nouveau en tête le Parti social-démocrate « Harmonie » de la minorité russophone, qui continue cependant à faire l'objet d'un cordon sanitaire de la part du reste de la classe politique. Les partis Qui possède l'État ?, Nouveau Parti conservateur, ainsi que l'alliance Développement/Pour ! arrivent en position suivante et font leur entrée au parlement. Une large coalition est ainsi nécessaire.
Après quatre mois de négociations, une nouvelle coalition pentapartite de droite réunissant les partis Nouvelle Unité, Développement/Pour !, Qui possède l'État ?, le Nouveau Parti conservateur et Alliance nationale forme un nouveau gouvernement. Arturs Krišjānis Kariņš, ancien ministre de l'économie et dirigeant de Nouvelle Unité, devient Premier ministre.

## Contexte

### Gouvernement Straujuma
À peine quelques jours après les élections d'octobre 2014, la Première ministre, Laimdota Straujuma, reçoit le soutien de son parti Unité ainsi que de ses alliés sortants, l'Union des verts et des paysans (ZZS) et l'Alliance nationale (NA) pour continuer à gouverner le pays. Ayant confirmé cette coalition, elle reçoit la confiance de la Saeima au début du mois de novembre et prend la direction de son second gouvernement.

### Gouvernement Kučinskis
Le 7 décembre 2015, Laimdota Straujuma remet sa démission au président de la République, Raimonds Vējonis, tous deux laissant entendre que le travail et l'action du gouvernement n'étaient pas optimaux. Le chef de l'État confie cinq semaines plus tard à Māris Kučinskis, proposé par la ZZS et préféré au candidat d'Unité, Kārlis Šadurskis, la tâche de former le nouvel exécutif letton. Il conclut le 28 janvier 2016 une nouvelle entente avec les deux partis de la coalition sortante, puis obtient l'investiture des députés le 11 février, prenant ainsi la tête de son propre cabinet.

## Mode de scrutin

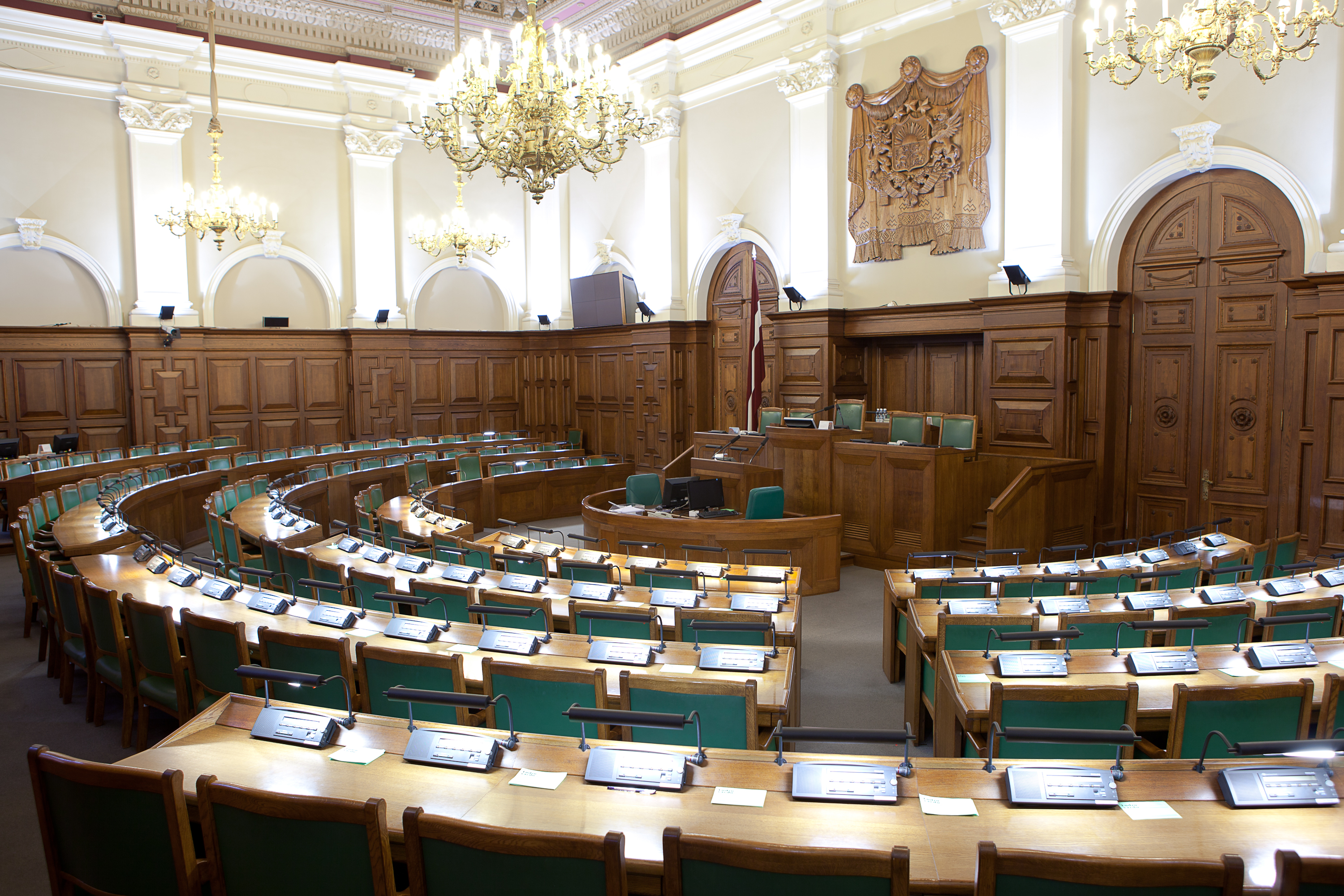
Lieu de réunion de la Saeima.

La Saeima constitue le parlement unicaméral de Lettonie. Elle est composée de 100 sièges pourvus pour quatre ans au scrutin proportionnel plurinominal avec vote préférentiel dans cinq circonscriptions plurinominales correspondants aux régions lettonnes. Ces régions — Vidzeme, Latgale, Courlande, Zemgale et la capitale Riga qui englobe également les votes des Lettons de l'étranger — sont pourvus de 13 à 32 sièges en fonction de leur population. Le scrutin a lieu avec des listes ouvertes, les électeurs pouvant exprimer une voix de préférence — positive ou négative — envers un ou plusieurs candidats. Les sièges sont répartis entre les listes ayant franchi le seuil électoral de 5 % au niveau national selon la méthode de Sainte-Laguë

### Allocation des sièges par circonscription
| Circonscriptions | Sièges | +/-           |  |
| Riga             | 35     | 3             |  |
| Livonie          | 25     | 1             |  |
| Latgale          | 14     | 1             |  |
| Zemgale          | 14     | en stagnation |  |
| Courlande        | 12     | 1             |  |
| Total            | 100    | en stagnation |  |

## Campagne

### Principales forces politiques
| Parti | Parti                                                           | Idéologie                                                     | Chef de file            | Résultat en 2014            |
| ----- | --------------------------------------------------------------- | ------------------------------------------------------------- | ----------------------- | --------------------------- |
|       | Harmonie (S) Saskaņa                                            | Centre gauche Social-démocratie, défense de la minorité russe | Vjačeslavs Dombrovskis  | 23,48 % 24 sièges           |
|       | Nouvelle Unité (JV) Jaunā Vienotība                             | Centre droit Libéralisme, conservatisme, social-libéralisme   | Arturs Krišjānis Kariņš | 21,87 % 23 sièges           |
|       | Union des verts et des paysans (ZZS) Zaļo un Zemnieku savienība | Centre droit Écologie, agrarisme                              | Māris Kučinskis         | 19,74 % 21 sièges           |
|       | Alliance nationale (NA) Nacionālā apvienība                     | Droite Nationalisme, conservatisme                            | Roberts Zīle            | 16,61 % 17 sièges           |
|       | Développement/Pour ! (AP) Attīstībai / Par!                     | Centre Libéralisme, Social-libéralisme, europhilie            | Artis Pabriks           | 0,89% 0 sièges              |
|       | Nouveau Parti conservateur (JKP) Jaunā konservatīvā partija     | Droite Conservatisme, Anti-corruption, europhilie             | Jānis Bordāns           | 0,70 % 0 sièges             |
|       | Qui possède l'État ? (KPV) Kam pieder valsts?                   | Droite Conservatisme, euroscepticisme, anti-élite             | Artuss Kaimiņš (en)     | Nouveau. Scission de la LRA |

## Résultats
|                           |                                            |           |       |       |        |               |  |  |  |  |  |  |  |  |  |
| Partis                    | Partis                                     | Voix      | %     | +/-   | Sièges | +/-           |  |  |  |  |  |  |  |  |  |
|                           | Parti social-démocrate « Harmonie » (SSDP) | 167 117   | 19,80 | 3,35  | 23     | 1             |  |  |  |  |  |  |  |  |  |
|                           | Qui possède l'État ? (KPV LV)              | 120 264   | 14,25 | Nv.   | 16     | 16            |  |  |  |  |  |  |  |  |  |
|                           | Nouveau Parti conservateur (JKP)           | 114 694   | 13,59 | 12,89 | 16     | 16            |  |  |  |  |  |  |  |  |  |
|                           | Développement/Pour ! (A/P)                 | 101 685   | 12,04 | 11,14 | 13     | 13            |  |  |  |  |  |  |  |  |  |
|                           | Alliance nationale (NA)                    | 92 963    | 11,01 | 5,71  | 13     | 4             |  |  |  |  |  |  |  |  |  |
|                           | Union des verts et des paysans (ZZS)       | 83 675    | 9,91  | 9,75  | 11     | 10            |  |  |  |  |  |  |  |  |  |
|                           | Nouvelle Unité (JV)                        | 56 542    | 6,69  | 15,32 | 8      | 15            |  |  |  |  |  |  |  |  |  |
|                           | Association lettonne des régions (LRA)     | 35 018    | 4,14  | 2,57  | 0      | 8             |  |  |  |  |  |  |  |  |  |
|                           | Union russe de Lettonie (LKS)              | 27 014    | 3,20  | 1,61  | 0      | en stagnation |  |  |  |  |  |  |  |  |  |
|                           | Les Progressistes (P)                      | 22 078    | 2,61  | Nv.   | 0      | en stagnation |  |  |  |  |  |  |  |  |  |
|                           | Du cœur pour la Lettonie (NSL)             | 7 114     | 0,84  | 6,06  | 0      | 7             |  |  |  |  |  |  |  |  |  |
|                           | Nationalistes lettons (LN)                 | 4 245     | 0,50  | Nv.   | 0      | en stagnation |  |  |  |  |  |  |  |  |  |
|                           | Pour une alternative (PA)                  | 2 900     | 0,34  | Nv.   | 0      | en stagnation |  |  |  |  |  |  |  |  |  |
|                           | Union SKG                                  | 1 735     | 0,20  | Nv.   | 0      | en stagnation |  |  |  |  |  |  |  |  |  |
|                           | Parti de l'action eurosceptique (RP)       | 1 059     | 0,12  | Nv.   | 0      | en stagnation |  |  |  |  |  |  |  |  |  |
|                           | Parti centriste letton (LCP)               | 897       | 0,10  | Nv.   | 0      | en stagnation |  |  |  |  |  |  |  |  |  |
|                           |                                            |           |       |       |        |               |  |  |  |  |  |  |  |  |  |
| Suffrages exprimés        | Suffrages exprimés                         | 839 000   | 99,30 |       |        |               |  |  |  |  |  |  |  |  |  |
| Votes blancs et invalides | Votes blancs et invalides                  | 4 920     | 0,58  |       |        |               |  |  |  |  |  |  |  |  |  |
| Enveloppes invalides      | Enveloppes invalides                       | 1 005     | 0,12  |       |        |               |  |  |  |  |  |  |  |  |  |
| Total                     | Total                                      | 844 925   | 100   | –     | 100    | en stagnation |  |  |  |  |  |  |  |  |  |
| Abstentions               | Abstentions                                | 703 748   | 45,44 |       |        |               |  |  |  |  |  |  |  |  |  |
| Inscrits/Participation    | Inscrits/Participation                     | 1 548 673 | 54,56 |       |        |               |  |  |  |  |  |  |  |  |  |

## Analyses et conséquences
Le 18 octobre, les dirigeants des différents partis rencontrent le président de la République, Raimonds Vējonis, pour initier des négociations en vue de la formation d'une coalition. Bien qu'aucune proposition de Premier ministre ne fasse alors consensus, les partis font état de leur volonté d'arriver à un accord tout en excluant le parti pro-russe Harmonie, si besoin en réunissant de manière très large les partis restants. Des propositions sont ainsi avancées pour la formation de coalition à cinq voire six partis, soit l'ensemble du Parlement à l'exclusion d'Harmonie.
Le dirigeant du Nouveau Parti conservateur, Jānis Bordāns, est chargé le 7 novembre par le chef de l'État de former un gouvernement de coalition sous quinze jours. Il y renonce finalement le 14 novembre. Le 26 novembre, le président confie la même mission à Aldis Gobzems (lv), membre de Qui possède l'État ?, qui propose une coalition avec le Parti conservateur, l'Alliance nationale, Unité et l'Union des verts et des paysans, malgré les objections des conservateurs d'inclure cette dernière, mais l'accord n'est pas trouvé et Gobzems est déchargé de sa mission par le président le 10 décembre suivant.
Le 23 janvier 2019, le dirigeant de Nouvelle Unité, Arturs Krišjānis Kariņš, parvient à former un gouvernement de coalition réunissant cinq partis. Au sien s'ajoutent ainsi Développement/Pour !, Qui possède l'État ?, le Nouveau Parti conservateur et Alliance nationale, totalisant une majorité absolue de 66 sièges sur 100,.